# Gasinamusae
Gasinamusae (가시나무새?), nota anche con il titolo internazionale The Thorn Birds, è una serie televisiva sudcoreana del 2011.

## Trama
Seo Jung-eun e Han Yoo-kyung sono state in passato amiche, tuttavia le loro strade si sono divise quando quest'ultima, desiderosa di ricchezza e successo, ha sottratto con l'inganno a Jung-eun il fidanzato, Lee Young-jo. Il ragazzo, innamoratosi realmente di Yoo-kyung, viene tuttavia lasciato improvvisamente dalla giovane quando per sposarla si mostra pronto a rinunciare all'ingente eredità dei suoi genitori. Anni dopo le vicende dei tre si reintrecciano nuovamente.